# Lịch sử Quân đội nhân dân Việt Nam
Lịch sử Quân đội nhân dân Việt Nam là quá trình hình thành, phát triển của lực lượng Quân đội nhân dân Việt Nam. Nhà nước Việt Nam xem đây là đội quân từ nhân dân mà ra, vì nhân dân mà phục vụ, sẵn sàng chiến đấu hy sinh "vì độc lập tự do của Tổ quốc, vì chủ nghĩa xã hội, vì hạnh phúc của nhân dân". Ngày truyền thống là ngày 22 tháng 12 hàng năm. Quân kỳ của Quân đội nhân dân Việt Nam là quốc kỳ của Cộng hòa xã hội chủ nghĩa Việt Nam có thêm dòng chữ "Quyết thắng" màu vàng ở phía trên bên trái. Theo Mười lời thề danh dự của quân nhân Quân đội nhân dân Việt Nam thì Quân đội nhân dân Việt Nam có nhiệm vụ không ngừng nâng cao tinh thần yêu nước Xã hội chủ nghĩa, tinh thần quốc tế vô sản, góp phần tích cực vào cuộc đấu tranh vì độc lập dân tộc, dân chủ và chủ nghĩa xã hội.

## Trước Cách mạng tháng Tám

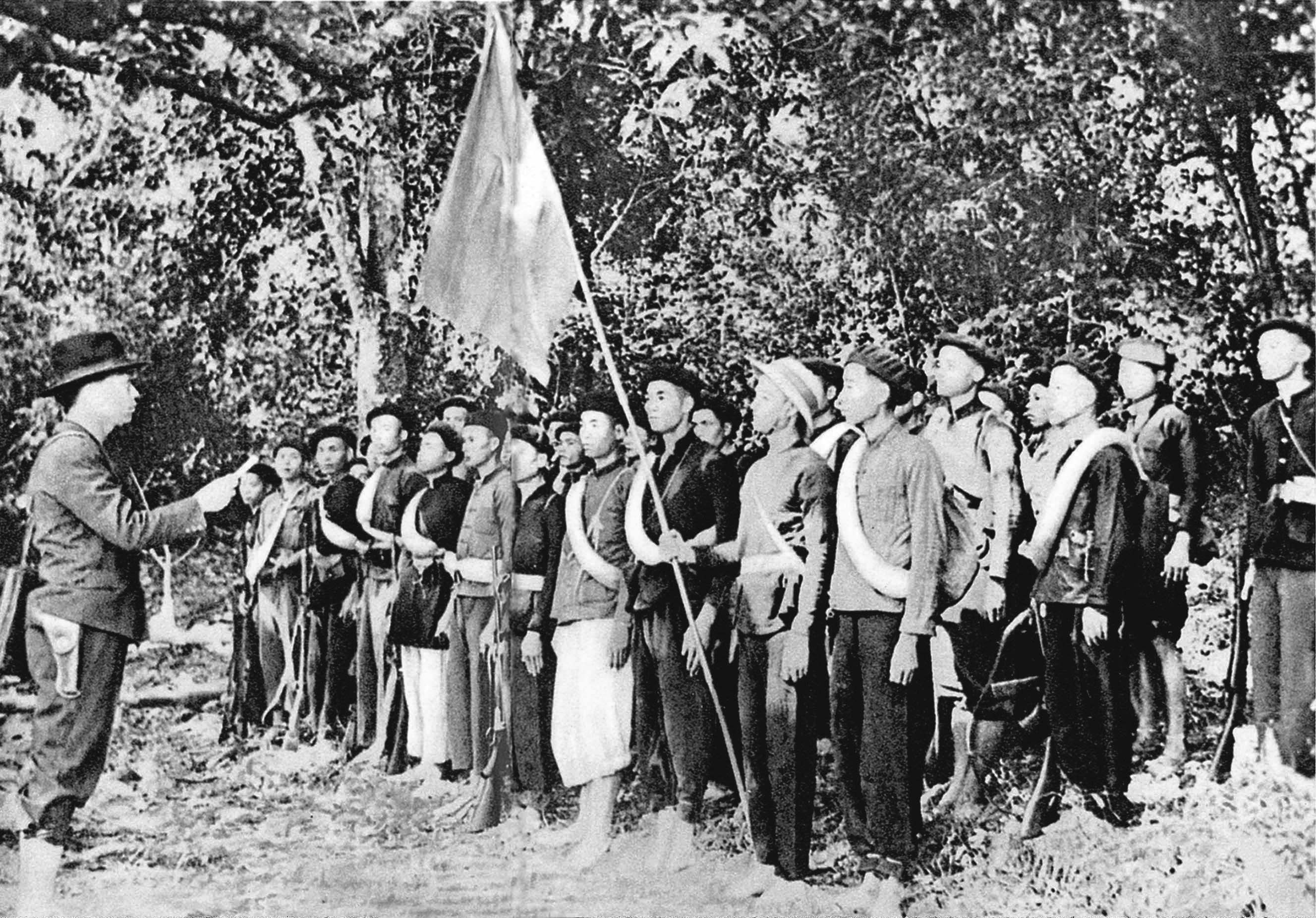
Lễ thành lập Việt Nam Tuyên truyền Giải phóng quân.

Tiền thân của Quân đội nhân dân Việt Nam là Đội Việt Nam Tuyên truyền Giải phóng quân, được thành lập ngày 22 tháng 12 năm 1944. Lễ thành lập được tổ chức tại khu rừng Sam Cao nằm giữa hai tổng Trần Hưng Đạo và Hoàng Hoa Thám thuộc Châu Nguyên Bình, tỉnh Cao Bằng (nay là huyện Nguyên Bình, tỉnh Cao Bằng). Ban đầu gồm 34 chiến sĩ trong đó có 3 nữ với 19 khẩu súng các loại do Võ Nguyên Giáp chỉ huy chung; Hoàng Sâm được chọn làm đội trưởng; Xích Thắng, tức Dương Mạc Thạch, làm chính trị viên, Hoàng Văn Thái phụ trách tình báo và kế hoạch tác chiến; Lâm Cẩm Như, tức Lâm Kính, phụ trách công tác chính trị; Lộc Văn Lùng tức Văn Tiên làm quản lý.
Trận đánh đầu tiên của đội Việt Nam Tuyên truyền Giải phóng quân là trận Phai Khắt, Nà Ngần ngày 25 và 26 tháng 12 năm 1944.
Ngày 15 tháng 4 năm 1945, Hội nghị Quân sự cách mạng Bắc Kỳ họp tại Hiệp Hòa, Bắc Giang quyết định Việt Nam Tuyên truyền Giải phóng quân sáp nhập với lực lượng Cứu quốc quân do Chu Văn Tấn chỉ huy, đổi tên thành Giải phóng quân, lực lượng quân sự chính của Việt Minh để giành chính quyền năm 1945. Lễ hợp nhất được tổ chức ngày 15 tháng 5 năm 1945 tại rừng Thàn Mát, xã Định Biên, huyện Định Hóa (Thái Nguyên).
Trong khoảng thời gian này, lực lượng Tuyên truyền Giải phóng quân đã giúp che chở và hỗ trợ lực lượng gián điệp của Cơ quan Tình báo chiến lược của Hoa Kỳ khi nhóm này lạc sang Việt Nam. Cùng thời điểm đó, Archimedes Patti, chỉ huy của lực lượng gián điệp này, tiếp xúc với Hồ Chí Minh và Võ Nguyên Giáp, và cùng với các điệp viên khác trong mặt trận chung chống Nhật, đóng vai trò lớn trong sự phát triển của lực lượng Giải phóng quân, khi đóng góp trực tiếp và gián tiếp trong việc xây dựng hậu cần, trang thiết bị, vũ khí, hạ tầng và mở rộng nhân lực cho lực lượng này.
Ngày 16 tháng 8 năm 1945, trong Cách mạng Tháng Tám, khi tiến đánh Thái Nguyên, quân số Giải phóng quân đã khoảng 450 người, biên chế thành một chi đội (tiểu đoàn), do Lâm Cẩm Như làm chi đội trưởng. Sau 7 ngày, quân Nhật ở Thái Nguyên mới chịu chấp nhận giao nộp vũ khí cho Giải phóng quân.

## Thời kìchiến tranh Đông Dương
Từ năm 1945, Giải phóng quân của Việt Minh là lực lượng nòng cốt quân đội quốc gia của chính phủ Việt Nam Dân chủ Cộng hòa. Tháng 11 năm 1945 Việt Nam Giải phóng quân đổi tên thành Vệ quốc đoàn, còn gọi là Vệ quốc quân. Lúc này quân số khoảng 50.000 người, tổ chức thành khoảng 40 chi đội ở hầu hết các tỉnh Bắc Bộ và Trung Bộ. Một số chi đội đã "Nam tiến" để giúp quân dân miền Nam chống lại quân Pháp đang tấn công trở lại ở Nam Bộ. Riêng tại Bắc Bộ, Nam Trung Bộ, Nam Bộ và cả Tây Nguyên cũng có những tổ chức vũ trang do các giáo phái hoặc các đảng phái quốc gia thành lập và lãnh đạo chống Pháp, một số hợp tác với Việt Minh, một số chống Việt Minh.
Ngày 22 tháng 5 năm 1946, theo Sắc lệnh 71/SL của Chủ tịch nước Việt Nam, Vệ quốc đoàn đổi tên thành Quân đội Quốc gia Việt Nam, được đặt dưới sự chỉ huy tập trung thống nhất của Bộ Tổng tham mưu. Quân đội tổ chức biên chế thống nhất theo trung đoàn, tiểu đoàn, đại đội. Cùng với việc xây dựng quân đội quốc gia, chính phủ đặc biệt coi trọng việc xây dựng lực lượng vũ trang quần chúng, lực lượng bán vũ trang, bao gồm: dân quân ở nông thôn và tự vệ ở đô thị. Lực lượng này tồn tại trên toàn quốc, nhiều đội du kích nổi tiếng và còn dư âm đến tận bây giờ, tiêu biểu như du kích Nha Trang, du kích Ba Tơ, Bến Tre... Đến cuối năm 1946, có khoảng 1 triệu dân quân tự vệ đã được tổ chức và huấn luyện quân sự. Ngoài lực lượng Quân đội Quốc gia Việt Nam, tại miền Nam thời điểm này còn có các đơn vị quân sự khác do các giáo phái Cao Đài, Hòa Hảo, Bình Xuyên và các đảng phái quốc gia như Đại Việt, Việt Nam Quốc dân Đảng chỉ huy. Trong thời kỳ 1945 – 1950, có những người nước ngoài đã tình nguyện tham gia chiến đấu và các ngành khác như chỉ huy, tham mưu, kỹ thuật, huấn luyện, quân y, quân giới, tuyên truyền... được gọi là Chiến sĩ "Việt Nam mới". Nhiều người được giao trọng trách và phong quân hàm sĩ quan cao cấp. Họ đã góp phần trong việc xây dựng quân đội Việt Nam trong thời kì ban đầu.
Theo "Báo cáo tổng kết vũ khí toàn quốc năm 1947" ngày 9-3-1947 của Bộ Tổng tham mưu Quân đội Việt Nam, trang bị của toàn quân lúc này có 26.018 khẩu súng trường và 1.522 khẩu súng máy các loại. Nghĩa là trên tổng số gần 90.000 người, tỷ lệ trang bị súng chưa đạt nổi 1/3. Hiệu suất sử dụng thực tế còn kém hơn nhiều do tình trạng kỹ thuật, thiếu đạn cũng như quá nhiều chủng loại hỗn tạp. Giai đoạn này, cây mác gần như trở thành vũ khí cá nhân cơ bản trong các đơn vị bộ đội ở Bắc Bộ.

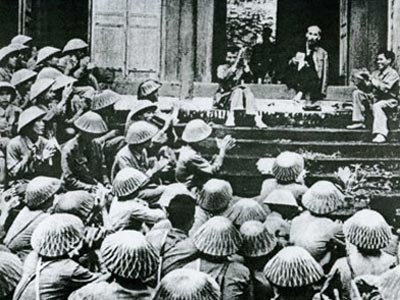
Chủ tịch Hồ Chí Minh thăm Đại đoàn 308

Năm 1949, hoàn thiện tổ chức tiểu đoàn bộ binh. Đơn vị này gồm 3 đại đội bộ binh, một đại đội hỏa lực mạnh. Có súng máy hạng nặng và súng cối. Hầu hết các đơn vị bộ đội chủ lực được thành lập tại Việt Bắc, và từ sau năm 1949, nhiều đơn vị được huấn luyện tại các doanh trại của Trung Quốc ở Vấn Sơn (Wenshan), Long Châu (Long Zhou), Tĩnh Tây (Jing Xi) và Tư Mao (Szu Mao). Họ nhận được các trang thiết bị tốt hơn, các tuyến tiếp vận từ Trung Quốc vào Bắc Kỳ được phục vụ bằng một đội xe tải lên đến gần 600 chiếc vào cuối năm 1953. Bộ đội chủ lực được huấn luyện kỹ lưỡng bởi các chuyên viên huấn luyện giàu kinh nghiệm của Trung Quốc, 261 chuyên viên cũng vượt biên giới vào Bắc Kỳ vào tháng 7 năm 1950 để thực hiện nhiệm vụ cố vấn. Bộ đội chủ lực tạo thành một đạo quân vận động quy mô lớn dưới quyền trực tiếp của tướng Giáp và các cấp phó của ông. Đội hình chủ lực đầu tiên là Liên Trung đoàn 308 được thành lập vào tháng 8 năm 1949, bao gồm các trung đoàn 308, 92 và 102. Đến cuối năm 1949, nó trở thành Đại đoàn 308, được bổ sung thêm các trung đoàn 174 và 209, từng được trang bị và huấn luyện tại Trung Quốc. Các sư đoàn bộ đội chủ lực có một phiên chế gồm 3 trung đoàn bộ binh và 1 tiểu đoàn pháo binh; trong đó mỗi trung đoàn lại bao gồm 4 tiểu đoàn bộ binh và một đơn vị vũ khí hạng nặng (thông thường là 4 khẩu pháo 75mm, 4 khẩu cối 120mm). Các đơn vị hỗ trợ phát triển chậm chạp, bởi vì hầu hết pháo và cối hạng nặng đều được giữ lại để dành cho đội hình song song của đại đoàn "công pháo" được đánh số là 351. Quân số của sư đoàn ban đầu ở mức khoảng 12.000 người, và sau này được thiết đặt ở mức khoảng 10.000 người. Mỗi tiểu đoàn 800 người có 20 khẩu súng máy, 8 khẩu cối 82mm, 3 khẩu súng không giật 75mm và một số súng ba-dô-ka thêm vào cho các vũ khí loại nhỏ.
Đầu năm 1950, bộ đội chủ lực đã có những trung đoàn hoàn chỉnh thành thạo việc đánh công kiên. Một vài trung đoàn trong số này còn tồn tại đến nay. Cũng thời gian này, để chuẩn bị thời phản công, các sư đoàn quan trọng được thành lập, đến nay vẫn là khối cơ động chủ lực của Quân đội nhân dân Việt Nam. Nhóm các đơn vị thuộc khối quân cơ động trung ương (thành lập 1950–1951) gồm các đại đoàn 304, 308, 312, 316, 320, 351. Sau này có thêm các đơn vị pháo binh, phòng không, pháo phản lực trong đại đoàn 351 như trung đoàn 237 (cối lớn), trung đoàn 367 (phòng không 37mm). Sư đoàn 351 còn được gọi là bộ binh nặng, công pháo (công binh, pháo binh). Đại đoàn Bình Trị Thiên (sư đoàn 325) do Trần Quý Hai chỉ huy được thành lập ở miền Trung.
Từ giai đoạn 1948–1949, một lực lượng người Việt chiến đấu cho Pháp cũng mang tên Quân đội Quốc gia Việt Nam. Quân đội này được thành lập dựa trên Hiệp định quân sự giữa Pháp và chính phủ Quốc gia Việt Nam (trực thuộc Liên hiệp Pháp) bằng cách đặt một số đơn vị quân đội Pháp tại Việt Nam dưới quyền chỉ huy của chính quyền Bảo Đại. Tuy nhiên, quyền quyết định tối cao trên chiến trường vẫn thuộc về người Pháp. Quân đội Quốc gia Việt Nam tham chiến cùng quân đội Pháp chống lại quân đội của nước Việt Nam Dân chủ Cộng hòa, và đây chính là tiền thân của Quân lực Việt Nam Cộng hòa sau này.
Để tránh nhầm lẫn với lực lượng quân đội này của Bảo Đại, bắt đầu từ giai đoạn này quân đội của nước Việt Nam Dân chủ Cộng hòa dần chuyển sang sử dụng danh xưng Quân đội nhân dân Việt Nam. Mặc dù vậy danh xưng chính thức trên các văn bản hành chính vẫn sử dụng tên gọi Quân đội Quốc gia Việt Nam.
Đến cuối năm 1951, Quân đội nhân dân Việt Nam đã thành lập được các đơn vị sau:
Đại đoàn 304 (gồm các trung đoàn 9, 57, 66 và tiểu đoàn pháo binh 345); Đại đoàn 308 (gồm các trung đoàn 36, 88, 102); Đại đoàn 312 (gồm các trung đoàn 141, 165, 209 và tiểu đoàn pháo binh 154); Đại đoàn 316 (gồm các trung đoàn 98, 174, 176 và đại đội vũ khí hạng nặng 812); Đại đoàn 320 (gồm các trung đoàn 48, 52, 64). Vào cuối năm đó, Đại đoàn 325 cũng được thành lập – ít nhất về mặt hành chính – từ các trung đoàn 18, 95 và 101 ở khu vực Thừa Thiên của Trung Kỳ.
Ngoài ra, còn có các trung đoàn độc lập tại Bắc Kỳ là: 148 (vùng trung du), 42, 46 và 50 (vùng châu thổ sông Hồng), 238 và 246 (bảo vệ các an toàn khu tại Việt Bắc); tại Trung Kỳ có các trung đoàn độc lập là 96, 108 và 803; còn tại Nam Kỳ có Trung đoàn Đồng Nai (các tiểu đoàn 301, 302, 303 và 304), Trung đoàn Đồng Tháp Mười (các tiểu đoàn 307, 309 và 311, hoạt động tại vùng Đồng Tháp Mười), Trung đoàn 300 (khu vực Phú Mỹ), Trung đoàn 950 (cho các chiến dịch đánh Sài Gòn), Trung đoàn Cửu Long (các tiểu đoàn 308, 310 và 312, hoạt động tại vùng Trà Vinh) và Trung đoàn Tây Đô (các tiểu đoàn 402, 404 và 406, hoạt động tại vùng Cần Thơ).
Đến năm 1953, các đơn vị của Đại đoàn Công pháo 351 gồm có: Trung đoàn Công binh 151, Trung đoàn vũ khí nặng 237 (cối 82mm), Trung đoàn pháo binh 45 (lựu pháo 105mm), Trung đoàn pháo binh 675 (sơn pháo 75mm và cối 120mm), và Trung đoàn phòng không 367 (pháo phòng không 37mm và súng máy cỡ đạn 50cal).

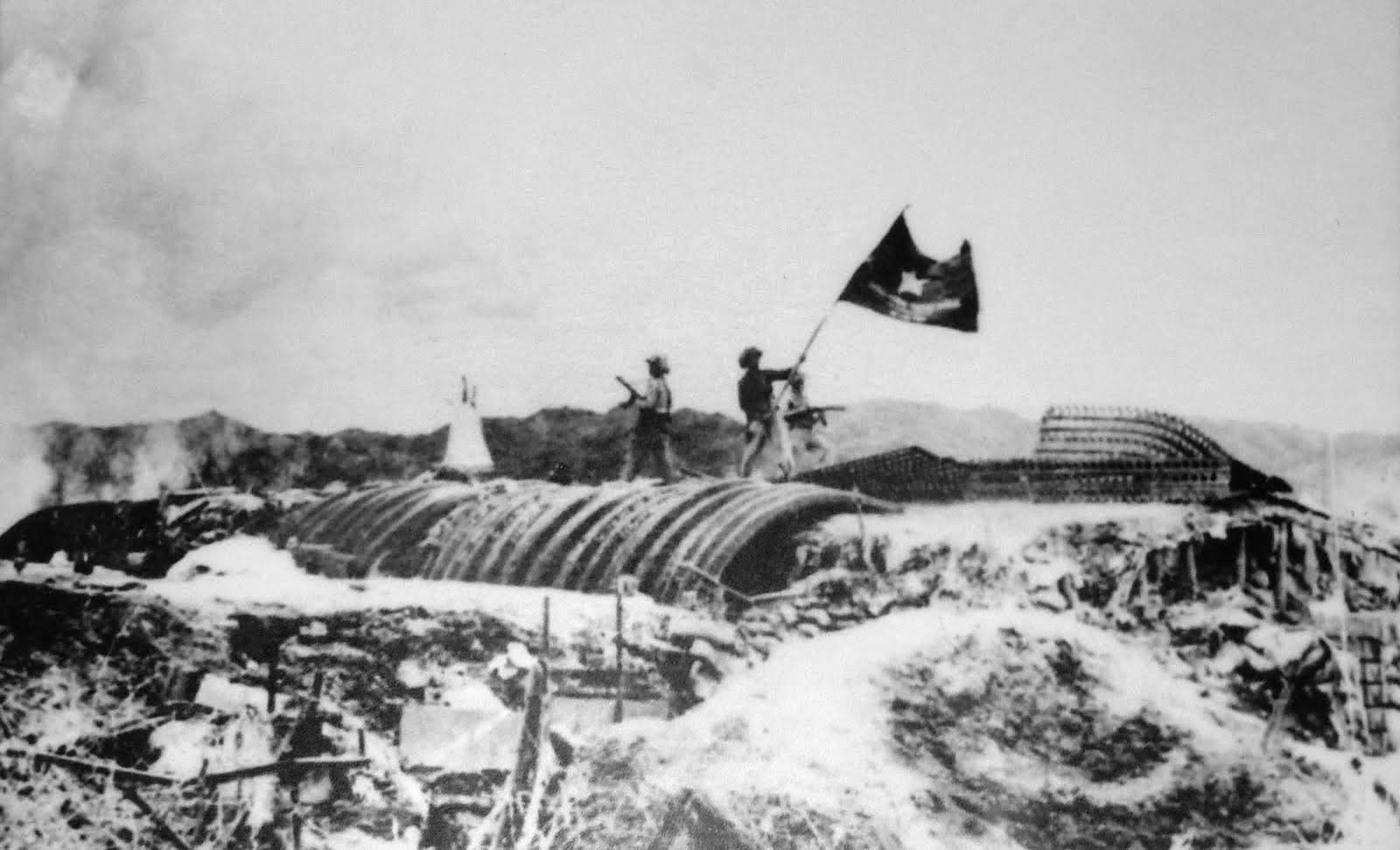
Quân đội nhân dân Việt Nam phất cao lá cờ chiến thắng trong chiến dịch Điện Biên Phủ.

Các nguồn tư liệu đưa ra con số khác nhau về quân số của Quân đội nhân dân Việt Nam trong cuộc Chiến tranh Đông Dương lần thứ nhất, nhưng vào đầu năm 1947, họ có tổng cộng khoảng 50.000 bộ đội chủ lực, 30.000 bộ đội địa phương và 50.000 dân quân du kích. Vào mùa hè năm 1950, khoảng 25.000 bộ đội địa phương được nâng cấp lên thành bộ đội chủ lực, đem lại cho tướng Giáp khoảng 60 tiểu đoàn chủ lực cho chiến dịch đầu tiên của ông. Những con số ước tính vào các năm kế tiếp như sau: đến cuối năm 1951 có 110.000 bộ đội chủ lực, từ 200.000 đến 250.000 bộ đội địa phương và dân quân du kích; mùa hè năm 1952 có 110.000 bộ đội chủ lực, 75.000 bộ đội địa phương và 120.000 dân quân du kích; mùa xuân năm 1953 có 125.000 bộ đội chủ lực, 75.000 bộ đội địa phương và 250.000 dân quân du kích.
Năm 1954, với thắng lợi của trận Điện Biên Phủ, đây là đội quân đầu tiên của một đất nước thuộc địa đánh bại một quân đội thực dân cũ trong lịch sử thế giới của thế kỷ XX. Sau năm 1954, bộ phận Quân đội nhân dân Việt Nam tại miền Nam (dưới vĩ tuyến 17) cùng với thành viên Việt Minh (khoảng 140.000 người) tập kết về miền bắc Việt Nam, và được chính quy hóa. Cuối chiến tranh, Quân đội nhân dân Việt Nam có khoảng 240.000 quân chủ lực và gần 1 triệu du kích.
Thiếu tá Bi-gia, đã có kinh nghiệm chiến trường chín năm liền ở Đông Dương, tham gia chiến dịch Điện Biên Phủ từ lúc xây dựng cứ điểm đến khi đầu hàng, đã bày tỏ sự kính trọng của mình đối với Quân đội nhân dân Việt Nam: "Tôi đã thấy họ khởi sự từ những khẩu súng bất kỳ như súng săn và sau đó, tháng này qua tháng khác, họ được tổ chức thành những nhóm nhỏ, rồi từ các nhóm nhỏ thành trung đội, từ các trung đội lên đại đội, từ đại đội lên tiểu đoàn và lữ đoàn và cuối cùng là thành các sư đoàn đủ quân. Tôi đã thấy tất cả những điều này và tôi có thể nói với các vị rằng họ đã trở thành những người lính bộ binh vĩ đại nhất trên thế giới. Những người lính dẻo dai này có thể đi bộ 50 km trong đêm tối bằng sức của một bát cơm, trên những đôi giày ba-ta và hát vang trên đường ra trận. Theo quan điểm của tôi, họ đã trở thành những người lính bộ binh ngoại hạng và họ đã đánh bại được chúng ta".
Ngày 24 tháng 9 năm 1954, Thủ tướng Chính phủ nước Việt Nam Dân chủ Cộng hòa ra Quyết định số 400/TTg quy định "Quân đội của nước Việt Nam Dân chủ Cộng hòa từ nay gọi thống nhất là: Quân đội nhân dân Việt Nam". Danh xưng này được sử dụng cho đến ngày nay.

## Thời kỳchiến tranh Việt Nam
Sau 1954, Hoa Kỳ bắt đầu nhảy vào Đông Dương thế chân Pháp. Hoa Kỳ hỗ trợ chế độ Việt Nam Cộng hòa từ chối thi hành hiệp định Geneve, nhằm chia cắt lâu dài Việt Nam và ngăn chặn đến cùng sự lan rộng của chủ nghĩa cộng sản. Với mục tiêu "đánh đổ sự thống trị thực dân mới của Mỹ", ngày 15 tháng 2 năm 1961, tại Chiến khu Đ, Quân Giải phóng miền Nam Việt Nam, gọi tắt là Giải phóng quân, được thành lập trên cơ sở thống nhất các lực lượng vũ trang chống Mỹ ở miền Nam Việt Nam. Trong thời kỳ đầu, hầu hết quân Giải phóng là người miền Nam, về sau được tăng viện thêm bộ đội hành quân từ miền Bắc vào.
Người Mỹ thường phân biệt Quân Giải phóng miền Nam Việt Nam (mà Mỹ gọi là "Việt Cộng", hoặc vi-xi) với Quân đội nhân dân Việt Nam (mà Mỹ gọi là "Quân đội Bắc Việt") và cho rằng đây là hai quân đội khác nhau. Nhưng thực ra, Quân Giải phóng miền Nam là một bộ phận không tách rời của Quân đội nhân dân Việt Nam. Cũng như cuộc chiến chống Pháp trước đó, cuộc chiến chống Mỹ của người Việt Nam ngay từ ban đầu đã mang tính chất toàn quốc, với sự tham chiến của cả ba miền. Người miền Nam đã trực tiếp đánh Mỹ ở tuyến đầu, còn miền Bắc chi viện và bổ sung nhân lực cho chiến trường miền Nam. Trong hàng ngũ Quân đội nhân dân Việt Nam đóng ở chiến trường miền Nam và Campuchia, Lào luôn tồn tại tỷ lệ lớn bộ đội có lý lịch quê quán ở miền Nam. Trong hàng ngũ du kích, bộ đội địa phương (chia thành các "huyện đội, tỉnh đội"), tỷ lệ người miền Nam chiếm đại đa số. Trong suốt chiến tranh, nhân dân cả ba miền Việt Nam luôn đoàn kết, ủng hộ và là hậu phương to lớn tiếp sức cho Quân đội nhân dân Việt Nam chống lại Hoa Kỳ. Chính người dân miền Nam đã đóng góp hàng trăm nghìn chiến sĩ cho Quân đội nhân dân Việt Nam, cũng như chịu những hy sinh lớn nhất với 29.220 trong số 44.253 Bà mẹ Việt Nam anh hùng (chiếm tỷ lệ 2/3) là người miền Nam, huyện Điện Bàn tỉnh Quảng Nam (cũng thuộc miền Nam) là huyện có nhiều liệt sĩ nhất Việt Nam với 18.773 người. Công trình tiêu biểu của Giải phóng quân miền Nam chống Mỹ chính là địa đạo Củ Chi, chỉ cách Sài Gòn 70 km; và nhân dân huyện Củ Chi cũng đã có 10 nghìn thanh niên (cả nam và nữ) hy sinh khi chiến đấu trong hàng ngũ Quân đội nhân dân Việt Nam từ năm 1955 đến ngày 28/4/1975.

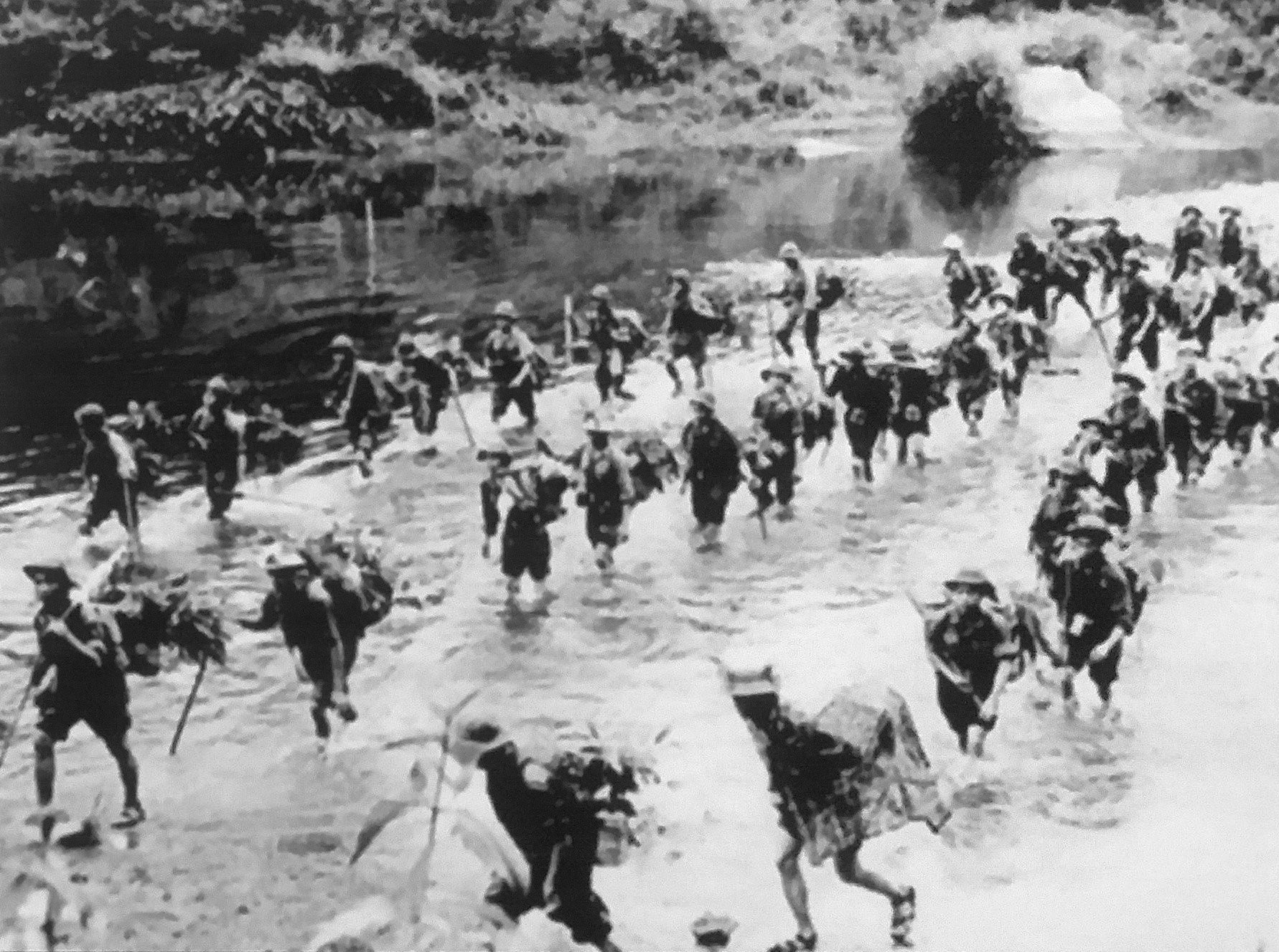
Bộ đội vượt Trường Sơn vào miền Nam.

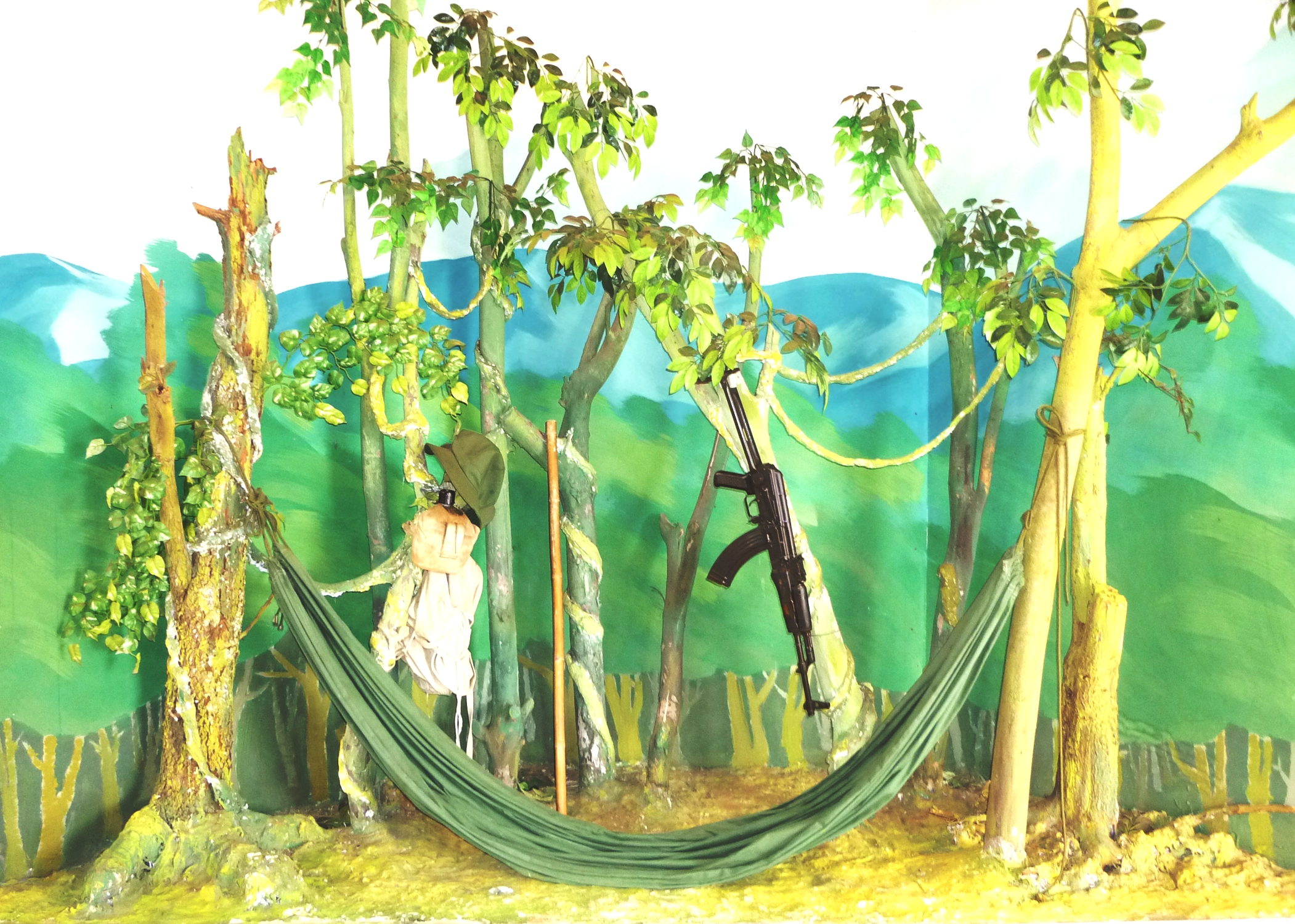
Chiếc võng Trường Sơn

Về mặt chính trị và lãnh đạo, Quân Giải phóng miền Nam và Quân đội nhân dân Việt Nam là một nhưng về pháp lý đây là hai đội quân độc lập. Quân Giải phóng miền Nam Việt Nam có lực lượng xuất thân từ mọi miền Việt Nam, không có gì phân biệt về vùng miền, tổ chức, chỉ huy. Nguồn gốc của Quân Giải phóng là lực lượng bán vũ trang của Quân đội nhân dân Việt Nam đóng ở miền Nam Việt Nam (không bị buộc phải tập kết theo Hiệp định Genève 1954), kết hợp cả bộ phận tăng viện từ miền Bắc cũng như chiêu mộ những người chống Mỹ tại miền Nam, tạo thành lực lượng quân sự của Mặt trận Dân tộc Giải phóng miền Nam Việt Nam. Cán bộ, chỉ huy và chiến sĩ có cả giọng nói Bắc và Nam. Quân đội nhân dân Việt Nam khẳng định họ là lực lượng đại diện cho toàn dân tộc Việt Nam chứ không chỉ riêng vùng miền nào.
Với mục tiêu "Đánh cho Mỹ cút, đánh cho ngụy nhào", Quân Giải phóng miền Nam Việt Nam đã liên tiếp làm phá sản 3 chiến lược chiến tranh của Mỹ, bất chấp việc Mỹ vào lúc cao điểm đã huy động hơn một nửa lực lượng quân đội cho chiến trường Việt Nam. Sau nhiều năm sa lầy và chịu những tổn thất lớn về người và của, Mỹ buộc phải rút quân khỏi Việt Nam bằng việc ký kết Hiệp định Paris năm 1973. Mất đi sự tham chiến của quân đội Mỹ và viện trợ quân sự dồi dào, chỉ 2 năm sau, hơn 1 triệu quân Việt Nam Cộng hòa cũng bị Quân Giải phóng miền Nam Việt Nam đánh tan chỉ sau vỏn vẹn 55 ngày đêm của chiến dịch Mùa Xuân 1975. Đây là lần đầu tiên quân đội Mỹ phải chấp nhận thất bại trong một cuộc chiến tranh.
Do phải chiến đấu trong điều kiện thiếu thốn hỏa lực mạnh, Quân Giải phóng miền Nam Việt Nam tập trung phát triển các chiến thuật bộ binh phù hợp với số vũ khí hạn chế có trong tay và đúc kết kinh nghiệm thu được trong quá trình chiến đấu.
Nhờ sự kiên trì xây dựng từng bước lực lượng cũng như viện hỗ trợ của các nước xã hội chủ nghĩa, năm 1975, Quân đội nhân dân Việt Nam với 1,26 triệu quân chủ lực và địa phương, đứng thứ tư thế giới về số lượng (sau Liên Xô, Trung Quốc, Hoa Kỳ) và tương đương với các nước Đông Nam Á khác cộng lại, cùng với hàng triệu dân quân, du kích, tự vệ, so sánh với dân số Việt Nam lúc đó đứng hàng 15 trên thế giới. Quân đội cũng được tổ chức và xây dựng thành những quân đoàn chủ lực cơ động mạnh. Năm 1975, Quân đội nhân dân Việt Nam có 4 quân đoàn chủ lực mang số thứ tự 1, 2, 3 và 4, gần 30 sư đoàn bộ binh, 40 trung đoàn pháo,...

## Chiến tranh biên giới (1975–1989)

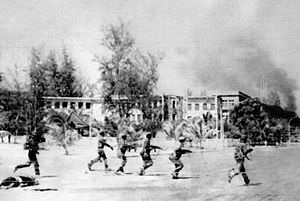
Quân đội Việt Nam tiến vào giải phóng Phnom Penh năm 1979

Năm 1975, đất nước Việt Nam thống nhất. Quân đội nhân dân Việt Nam ở miền Bắc và Quân Giải phóng miền Nam hợp nhất. Do yêu cầu tình hình chính trị - quân sự trên bán đảo Đông Dương đặc biệt là cuộc chiến tranh biên giới Tây Nam và lật đổ chế độ diệt chủng Khmer Đỏ và cuộc chiến tranh bảo vệ biên giới phía Bắc chống lại sự xâm lược của Trung Quốc năm 1979, lực lượng vũ trang Việt Nam lúc cao điểm (thập niên 1980) được phát triển lên đến 1,6 - 2 triệu quân thường trực, xếp hạng thứ 4 thế giới về quân số.
Quân đội được tổ chức thành nhiều quân đoàn chủ lực, 8 quân khu và 2 bộ tư lệnh quân tình nguyện tại Lào và Campuchia. Thời kỳ này, chỉ riêng lực lượng cơ động chiến lược đã có 5 quân đoàn, mỗi quân đoàn bình quân có 4 sư đoàn. Lực lượng mỗi quân khu có ít nhất 5 sư đoàn, riêng quân khu I có trong tay 11 sư đoàn (gồm 2 quân đoàn và nhiều sư đoàn độc lập)... Lực lượng quân tình nguyện ở Campuchia thường xuyên ở mức từ 12 đến 16 sư đoàn, tại Lào thường có 4 sư đoàn. Các đơn vị bộ đội tại Campuchia thường chỉ được biên chế 60-70% quân số. Tổng cộng trong thời kỳ này, quân đội Việt Nam có trong tay từ 70-80 sư đoàn bộ binh, nhiều sư đoàn quân binh chủng.
Tuy vậy, thời kỳ này, một số đơn vị quân đội đóng ở Campuchia có hiện tượng duy trì kỷ luật không tốt, có những đơn vị để xảy ra tình trạng chiến sĩ đào ngũ hoặc bị kỷ luật khá phổ biến.
Theo C.Thayer, tổng viện trợ quân sự của Liên Xô cho Việt Nam trong giai đoạn từ 1974–1989 lên đến chừng 14,5 tỷ đô la. Nhờ đó, trang bị của quân đội Việt Nam rất dồi dào và tương đối hiện đại. Một số tài liệu đánh giá đến năm 1985, riêng không quân đã có đến 1.000 máy bay, lực lượng xe tăng, xe thiết giáp có 3.000 chiếc.
Đây là giai đoạn Quân đội nhân dân Việt Nam được đánh giá là mạnh nhất trong khu vực, có lực lượng thiện chiến, quân số đông, kỹ năng tác chiến cao. Tuy chính sách của nhà nước Việt Nam không tiến hành đe dọa an ninh với các nước trong khu vực nhưng việc quân đội Việt Nam có quân số đông cùng với việc đóng quân ở Campuchia và Lào đã khiến các nước Đông Nam Á nhất là Thái Lan lo sợ một cuộc xâm lược lớn từ Việt Nam. Tuy nhiên việc duy trì lực lượng quân đội lớn tạo ra gánh nặng cho nền kinh tế Việt Nam. Giai đoạn này, quân đội Việt Nam tiếp tục tham chiến tiêu diệt tàn quân du kích Khmer Đỏ của Campuchia; đánh bại các cuộc tiến công lấn chiếm của Trung Quốc, đồng thời cũng có nhiều đợt xung đột với Thái Lan.

## Thời kỳ cải cách mở cửa (từ 1986–2000)
Đợt cắt giảm đầu tiên là vào năm 1987, quân đội Việt Nam đã giảm hơn 600.000 quân, giải thể toàn bộ các quân đoàn của quân khu, chế độ nghĩa vụ quân sự không còn gắt gao như trước, thời gian thực hiện nghĩa vụ giảm từ 3 năm 6 tháng xuống còn 3 năm đối với hạ sĩ quan và 2 năm với chiến sĩ. Việc bình thường hóa quan hệ với Trung Quốc và rút quân khỏi Campuchia tạo điều kiện cho Việt Nam giảm số quân trường trực. Gần 30 năm tiếp theo, quân đội Việt Nam tiếp tục thực hiện tinh giản biên chế, chuyển nhiều đơn vị sang thực hiện nhiệm vụ kinh tế quốc phòng, giảm số đơn vị sẵn sàng chiến đấu chuyển sang dự bị động viên. Thời gian nghĩa vụ quân sự từ năm 2003 giảm xuống còn 2 năm với hạ sĩ quan chỉ huy, kỹ thuật và 18 tháng với chiến sĩ, đến năm 2015 áp dụng đều 2 năm với tất cả quân nhân nghĩa vụ. Tỷ lệ tuyển quân bình quân đạt 0,15-0,16% dân số.
Theo một số ước tính bên ngoài, hiện nay quân đội Việt Nam có hơn 400.000 quân bộ binh, hơn 50.000 lính hải quân và hơn 30.000 lính không quân, chưa kể sự yểm trợ của 60.000 bộ đội biên phòng, 260.000 công an, cảnh sát, 5 triệu quân dự bị động viên và hàng triệu dân quân tự vệ trên khắp đất nước.
Theo số liệu do Bộ Quốc phòng Việt Nam công bố ngày 30/9/2013 cho tùy viên quốc phòng, tùy viên quân sự các nước thì lực lượng thường trực của Quân đội nhân dân Việt Nam gồm bộ đội chủ lực và bộ đội địa phương với tổng quân số khoảng 450.000 người và lực lượng dự bị khoảng 5 triệu người.
Ước tính tương đối quân đội Việt Nam hiện nay có khoảng 600.000 quân nhân, Quân đội gồm ba nguồn: sĩ quan, quân nhân chuyên nghiệp và chiến sĩ nghĩa vụ. Một ước tính định lượng cho thấy: Lực lượng chiến sĩ nghĩa vụ hàng năm tuyển từ 140.000-150.000 người, với thời hạn tại ngũ thời bình là 2 năm do đó sẽ có gần 300.000 lính nghĩa vụ tại ngũ. Số học viên sĩ quan được tuyển dụng hàng năm khoảng từ 6.000-7000 người, thời hạn tại ngũ bình quân là 35 năm, số sĩ quan tại ngũ ước tính khoảng 200.000 người. Quân nhân chuyên nghiệp chủ yếu ở các quân binh chủng, tổng cục, nhà máy, có quân số khoảng 120.000-150.000 người. Tổng lực lượng khoảng trên 600.000 người.
Một cách ước tính khác theo tổ chức quân đội: Bộ đội địa phương (tỉnh, huyện) có khoảng 100.000 người. Bộ đội chủ lực thuộc 4 quân đoàn, 7 quân khu, 1 bộ tư lệnh khoảng 200.000–240.000 người. Bộ đội chủ lực thuộc các cơ quan chỉ huy, các viện nghiên cứu, cơ quan chuyên môn, Tổng cục, Nhà trường khoảng 100.000 người. Bộ đội thuộc các quân, binh chủng khoảng 230.000 người (Hải quân khoảng 50.000; Phòng không – không quân: 60.000; Biên phòng: 60.000; Cảnh sát biển: 20000, các binh chủng trực thuộc: 40.000). Tổng quân số không dưới 600.000 người.
Nhìn chung, tuy đã cắt giảm nhiều, song Quân đội Việt Nam vẫn là một trong những lực lượng vũ trang lớn trên thế giới, nhưng tính chung lực lượng sẵn sàng chiến đấu không nhiều, phần lớn là các đơn vị khung thường trực. Riêng về bộ binh: cả nước có 38 sư đoàn bộ binh, nhưng số sư đoàn đủ quân chỉ có 11 sư đoàn, các sư đoàn khác được tổ chức theo mô hình rút gọn (chỉ có 1 trung đoàn thường trực, 2 trung đoàn khung), thậm chí chỉ là sư đoàn dự bị động viên, sư đoàn khung thường trực. Bộ đội địa phương có hơn 70 trung đoàn bộ binh nhưng hầu hết là các trung đoàn khung thường trực, chỉ có một số tỉnh biên giới trọng điểm mới có trung đoàn rút gọn (1 tiểu đoàn đủ quân và 2 tiểu đoàn khung). Trong tình huống xảy ra chiến tranh, để biên chế đầy đủ toàn bộ các đơn vị khung thường trực trong cả nước, cần ít nhất 1,2 triệu quân tại ngũ.

## Hiện đại hóa từ năm 2000 đến nay
Với sự phát triển kinh tế trong thập niên đầu của thế kỷ XXI, Việt Nam đang dần đầu tư mạnh và hiện đại hóa quân đội. Từ năm 2000 đến nay, Việt Nam đang dần đầu tư mạnh, hiện đại hóa quân đội, trình độ trang bị công nghệ cao của Quân đội Việt Nam ngày càng được hoàn thiện. Hiện đại hóa quân đội là tư tưởng chỉ đạo qua hai khóa Đại hội Đảng năm 2001–2006, 2006–2011. Từ năm 2012 đến năm 2015, Việt Nam sẽ trở thành một trong 3 nước nhập khẩu vũ khí của Nga nhiều nhất. Việt Nam chủ trương mở rộng quan hệ đối ngoại và nâng cao hiệu quả hợp tác quốc tế trên các lĩnh vực quốc phòng trao đổi kinh nghiệm và học thuật với các nước khác, hợp tác quốc tế về công nghiệp quốc phòng và tiếp tục mua vũ khí, trang thiết bị quân sự từ các nước để bảo vệ đất nước và toàn bộ vùng biển của Việt Nam. Tới năm 2016, quan hệ quân sự Việt-Mỹ thực sự được bình thường hóa khi phía Mỹ dỡ bỏ hoàn toàn lệnh cấm vận vũ khí với Việt Nam. Sau khi gỡ bỏ cấm vận vũ khí Mỹ bắt đầu viện trợ quân sự cho Việt Nam. Mỹ cũng đào tạo phi công quân sự cho Việt Nam.
Hiện nay, trình độ trang bị công nghệ cao của Quân đội Việt Nam chưa được hoàn thiện, nhưng Hải, Lục, Không quân vẫn có một số vũ khí hiện đại. Hơn nữa với kinh nghiệm của mình trong các cuộc chiến tranh đã trải qua, Việt Nam được đánh giá là có lực lượng quân đội thiện chiến nhất trong khu vực, có thể hành động hiệu quả khi xung đột vũ trang xảy ra.

### Sách
- Bộ Quốc phòng (Việt Nam) (2014). Quân đội anh hùng của dân tộc Việt Nam anh hùng. Nhà xuất bản Quân đội nhân dân.
- Bruce O. Solheim (2006). The Vietnam War Era: A Personal Journey. Bloomsbury Publishing USA. ISBN 9780313015182.
- Đảng cộng sản Việt Nam (1971). Cách mạng tháng Tám, 1945. Nhà xuất bản Sự thật.
- Phan Ngọc Liên (2005). Cách mạng tháng Tám, 1945: toàn cảnh. Nhà xuất bản Từ điển bách khoa.
- Phạm Gia Đức, Lê Hải Triều (2001). Quân đội anh hùng: truyền thống vẻ vang. Nhà xuất bản Trẻ.
- Trần Đức Cường (2009). Địa chí Thái Nguyên. Nhà xuất bản Chính trị quốc gia.
- Viện lịch sử quân sự Việt Nam (2005). Lịch sử quân đội nhân dân Việt Nam, 1944-1975. Nhà xuất bản Quân đội nhân dân.

### Tạp chí
- Viện lịch sử quân sự Việt Nam (2004). "Tạp chí Lịch sử quân sự, Số phát hành 145-156". Bộ Quốc phòng, Viện lịch sử quân sự Việt Nam. {{Chú thích tạp chí}}: Chú thích magazine cần |magazine= (trợ giúp)
- Viện lịch sử quân sự Việt Nam (2014). "Tạp chí Lịch sử quân sự, Số phát hành 267-270". Bộ Quốc phòng, Viện lịch sử quân sự Việt Nam. {{Chú thích tạp chí}}: Chú thích magazine cần |magazine= (trợ giúp)
- Viện lịch sử quân sự Việt Nam (2014). "Tạp chí Lịch sử quân sự, Số phát hành 271-276". Bộ Quốc phòng, Viện lịch sử quân sự Việt Nam. {{Chú thích tạp chí}}: Chú thích magazine cần |magazine= (trợ giúp)